# Червенне
Червенне (пол. Czerwienne) — село в Польщі, у гміні Чорний Дунаєць Новотарзького повіту Малопольського воєводства.
Населення — 1565 осіб (2011).
У 1975-1998 роках село належало до Новосондецького воєводства.

## Демографія
Демографічна структура станом на 31 березня 2011 року:
|          | Загалом | Допрацездатний вік | Працездатний вік | Постпрацездатний вік |
| -------- | ------- | ------------------ | ---------------- | -------------------- |
| Чоловіки | 750     | 192                | 490              | 68                   |
| Жінки    | 815     | 179                | 483              | 153                  |
| Разом    | 1565    | 371                | 973              | 221                  |